# Tadeusz Kadyi de Kadyihàza
Tadeusz Kadyi de Kadyihàza (ur. 10 października 1889 we Lwowie, zm. 13 października 1946) – major dyplomowany artylerii Wojska Polskiego II RP, pułkownik ludowego Wojska Polskiego.

## Życiorys
Urodził się 10 października 1889 we Lwowie jako syn Juliusza. W czasie I wojny światowej walczył w szeregach cesarskiej i królewskiej Armii. Jego oddziałem macierzystym był pułk haubic polowych nr 11, przemianowany w 1918 na pułk artylerii polowej nr 111. Na stopień podporucznika został mianowany ze starszeństwem z 1 stycznia 1916 w korpusie oficerów rezerwy artylerii polowej i górskiej.
Do Wojska Polskiego został przyjęty z byłej armii austro-węgierskiej. W kwietniu 1921 został przeniesiony z 17 do 15 Dywizji Piechoty na stanowisko szefa sztabu. 3 maja 1922 został zweryfikowany w stopniu majora ze starszeństwem z dniem 1 czerwca 1919 i 142. lokatą w korpusie oficerów artylerii. Od 3 listopada 1922 do 15 października 1923 był słuchaczem II Kursu Doszkolenia Wyższej Szkoły Wojennej w Warszawie, pozostając oficerem nadetatowym 17 pułku artylerii polowej w Gnieźnie. Po ukończeniu kursu i uzyskaniu dyplomu naukowego oficera Sztabu Generalnego został przydzielony do 23 Dywizji Piechoty w Katowicach na stanowisko szefa sztabu. W czerwcu 1926 został przeniesiony do 19 pułku artylerii polowej w Nowej Wilejce na stanowisko dowódcy II dywizjonu w Mołodecznie. W lutym 1927 został przeniesiony do kadry oficerów artylerii z równoczesnym przydziałem do generała do prac przy Generalnym Inspektorze Sił Zbrojnych, gen. bryg. Stanisława Burhardt-Bukackiego na stanowisko oficera sztabu. Z dniem 1 maja 1929 został przydzielony z Inspektoratu Armii w Wilnie do dyspozycji szefa Samodzielnego Wydziału Wojskowego Ministerstwa Spraw Wewnętrznych. Z dniem 31 maja 1930 został przeniesiony do rezerwy. 
Od września 1929 do lutego 1932 był zatrudniony w Urzędzie Wojewódzkim Tarnopolskim na stanowisku naczelnika wydziału, po czym został przeniesiony przez Ministra Spraw Wewnętrznych w stan nieczynny. Z dniem 31 marca 1932 Minister Spraw Wewnętrznych przeniósł go w stan spoczynku. W 1934 pozostawał na ewidencji Powiatowej Komendy Uzupełnień Nowy Targ z przydziałem mobilizacyjnym do 12 pułku artylerii lekkiej w Złoczowie. W 1936 został „zdyskwalifikowany” do prawa otrzymania Odznaki Pamiątkowej Generalnego Inspektora Sił Zbrojnych, ponieważ „w stanie nietrzeźwym wywołał awanturę i wyrażał się w sposób niedopuszczalny o Panu Marszałku”.
W kampanii wrześniowej 1939 walczył jako oficer Oddziału I Sztabu Armii „Karpaty”. Później był pułkownikiem ludowego Wojska Polskiego.
Zginął tragicznie 13 października 1946. Jego pogrzeb odbył się 16 października 1946 w Zakopanem. Został pochowany na Nowym Cmentarzu przy ul. Nowotarskiej (sektor K2-A-32).

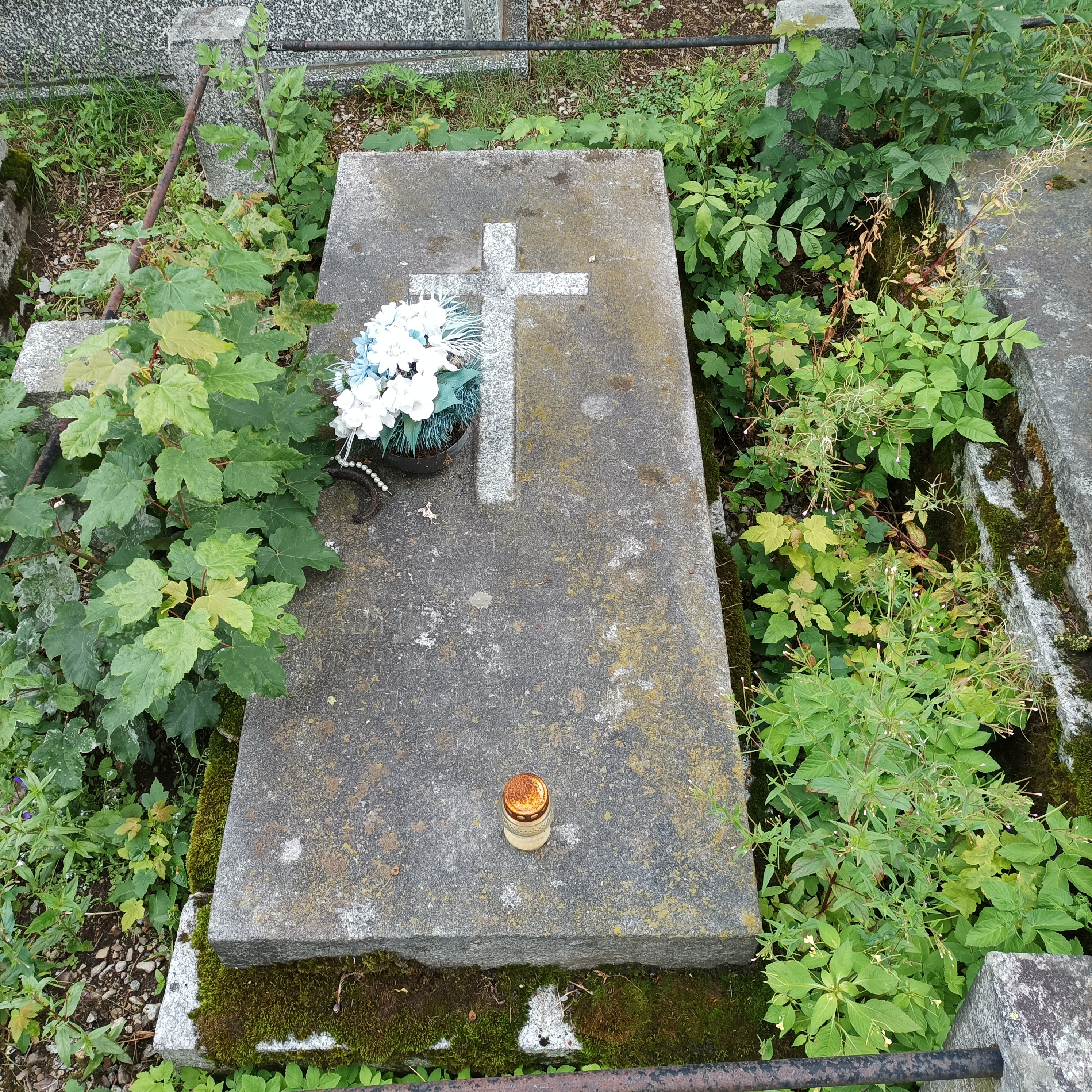
Grób płka Tadeusza Kadyiego de Kadyihaza na Nowym Cmentarzu w Zakopanem

## Ordery i odznaczenia
- Order Krzyża Grunwaldu[22]
- Krzyż Walecznych
- Brązowy Medal Zasługi Wojskowej Signum Laudis z mieczami na wstążce Krzyża Zasługi Wojskowej (Austro-Węgry)[24]
- Srebrny Medal Waleczności 2 klasy (Austro-Węgry)[24]
- Krzyż Wojskowy Karola (Austro-Węgry)[24]